# トンボ島
トンボ島（トンボとう、英: Tombo Island、仏: Île de Tombo）は、ギニアのカルーム半島の先端にある大西洋の島で、ロス諸島の東約4kmにある。

## 歴史
1880年6月20日に現在のギニアに存在していたドゥブレカ王国がフランス保護領になった。島は1889年6月8日にフランスに買収され、同国の領土となった。
この島には現在ギニアの首都であるコナクリが建設された場所で、現在市街地はカルーム半島にも広がっている。半島とは土手道でつながっている。